# Ferdinand Pečenka
Ferdinand Pečenka (9. února 1908 v Praze – 3. října 1959 v Praze) byl český kameraman.

## Filmografie

### 1959–1950
- Velká samota (1959)
- Hvězda jede na jih (1958)
- Škola otců (1957)
- Legenda o lásce (1956)
- Labakan (1956)
- Dalibor (1956)
- Spartakiáda (1955)
- Mladé dny (1955)
- Z mého života (1955)
- Stříbrný vítr (1954)
- Cirkus bude! (1954)
- Můj přítel Fabián (1953)
- Měsíc nad řekou (1953)
- Plavecký mariáš (1952)
- Mladá léta (1952)
- Mikoláš Aleš (1951)
- Posel úsvitu (1950)
- Poslední výstřel (1950)

### 1949–1940
- Dvaasedmdesátka (1948)
- Císařův slavík (1948)
- Znamení kotvy (1947)
- Alena (1947)
- Křižovatka (1947)
- Housle a sen (1946)
- Pancho se žení (1946)
- Průlom (1946)
- Cesta k barikádám (1946)
- Vlast vítá (1945) (II. Část)
- Sobota (1944)
- Děvčica z Beskyd (1944)
- Mlhy na blatech (1943)
- Šťastnou cestu (1943)
- Tanečnice (1943)
- Čtrnáctý u stolu (1943)
- Přijdu hned (1942)
- Okouzlená (1942)
- Ryba na suchu (1942)
- Muži nestárnou (1942)
- Za tichých nocí (1942)
- Dlouhý, Široký a Bystrozraký (1942)
- Kníže Václav (1942)
- Nebe a dudy (1941)
- Noční motýl (1941)
- Tetička (1941)
- Hotel Modrá hvězda (1941)
- Paličova dcera (1941)
- Život je krásný (1940)
- Pohádka máje (1940)
- Maskovaná milenka (1940)
- Pacientka dr. Hegla (1940)
- Přítelkyně pana ministra (1940)
- Vy neznáte Alberta? (1940) (FAMU)
- To byl český muzikant (1940)

### 1939–1930
- Žabec (1939)
- Zlatý člověk (1939)
- Mořská panna (1939)
- Ženy u benzinu (1939)
- Cesta do hlubin študákovy duše (1939)
- U svatého Matěje (1939)
- Kristian (1939)
- Dvojí život (1939)
- Teď zas my (1939)
- Paní Morálka kráčí městem (1939)
- Venoušek a Stázička (1939)
- Slávko, nedej se! (1938)
- Pozor, straší (1938)
- Pán a sluha (1938)
- Co se šeptá (1938)
- Vandiny trampoty (1938)
- Panenka (1938)
- Včera neděle byla (1938)
- Boží mlýny (1938)
- Lidé pod horami (1937)
- Poslíček lásky (1937)
- Andula vyhrála (1937)
- Filosofská historie (1937)
- Kříž u potoka (1937)
- Tři vejce do skla (1937)
- Karel Hynek Mácha (1937)
- Advokátka Věra (1937)
- Harmonika (1937)
- Mravnost nade vše (1937)
- Lidé na kře (1937)
- Velbloud uchem jehly (1936)
- Páter Vojtěch (1936)
- Švadlenka (1936)
- Tvoje srdce inkognito (1936)
- Uličnice (1936)
- Naše jedenáctka (1936)
- Jízdní hlídka (1936)
- Komediantská princezna (1936)
- Jánošík (1935)
- Vdavky Nanynky Kulichovy (1935)
- Srdce za písničku (1933)
- Dům na předměstí (1933)